# 대한민국의 예절
대한민국에서 예의(에티켓)란, 인간의 상호작용을 지배하는 사회적 행동 강령으로 주로 한국 유교에서 파생되어 유교의 핵심 가치에 초점을 맞추고 있다. 일반적인 행동 외에도, 한국의 에티켓이란 책임감과 사회적 지위를 가지고 행동하는 방법을 의미한다. 비록 에티켓의 대부분의 측면이 해당 나라의 역사로 규정되지만 관습은 특정 지역에 국한되거나 다른 문화, 즉 중국, 일본, 미국으로부터 영향을 받을 수 있다.

## 기본 예절
한국에는 문화적 금기사항이나 예의로 여겨지는 몇 가지 에티켓이 있다. 다음 세 가지 관행이 전체적으로 한국인들에게 널리 퍼지고 보편적으로 인식되는 예시이다.
- 숫자 4를 사용하는 것은 4자 금기로 여겨진다. '4'라는 단어의 발음과 한자 '死'' (죽음을 뜻함)이 비슷하기 때문에 불길하고 심지어 불운한 것으로 여겨진다. 엘리베이터에서 4층을 선택하는 것도 불운으로 여겨지기 때문에, 예전에 지어진 건물의 일부는 4층 버튼 없이 지어지기도 했다. 선물도 4의 배수로는 거의 주어지지 않는다. 반대로 7의 배수는 행운으로 여겨져서, 7의 배수로 물건을 주는 것은 행운을 기원하는 것으로 여겨진다.[3]

- 공공장소에서 키스를 하는 것은 한국의 나이든 사람들 사이에서 매우 경시되고 무례하게 여겨진다. 이것은 현재의 젊은 성인 세대에 와서는 덜 금기시되었지만, 여전히 널리 권장되지 않으며, 부끄러운 행위로 여겨진다.[4]

- 상황에 맞게 옷을 입는 것은 한국에서 존경의 표시로 여겨지기에 매우 중요한 일이다. 일반적으로 새로운 사람들을 만나거나 공식적인 행사가 있을 때는 정장과 넥타이를 매는 것이 적절하다. 한국인들은 특히 서울과 같은 대도시에서 시민 활동을 위해 옷을 잘 갖춰 입는다.[5]

## 인사말과 바디랭귀지
한국인들은 내성적이지만, 예의 바른 사람이다. 한국은 엄격한 유교적 위계질서가 있는 나라이므로 예의를 중요하게 여긴다. 이와 관련하여, 한국에서는 남성과 여성으로서 행동하는 방법에 대한 지침이 있다. 현대 한국 사람을 주로 악수로 하지만, 전통적인 한국의 인사법은 절이다. 악수할 때는 존경을 표하는 의미로, 오른손을 왼손으로 받쳐줘야 한다. 한국 여성들은 보통 고개를 살짝 끄덕이는 것이 전통적인 방법이나 현재는 남자와 같이 악수를 한다. 절을 시작할 때 ,젊은 사람들이 먼저 시작하는 것이 관례이며 손을 위로 들고(팔을 좌우로 움직여 알맞은 위치에 둔다.) 무릎을 굽히고 바닥에 엎드려야 한다. 한국인들은 친척이나 친한 친구가 아닌 사람과 스킨십하는 것을 무례하게 여긴다. 그러므로 사회생활을 하면서 만지거나 두드리거나 등을 때리는 것은 피해야 한다. 또 후배가 선배의 눈을 직접적으로 처다보는 것은 무례한 것으로 여겨지며, 상대의 권위에 대한 도전으로 비치기 때문에 피해야 한다. 한국은 인종적으로나 언어적으로나 세계에서 가장 인구학적으로 이질적인 나라 중 하나이다. 이 나라는 이웃 국가들과 분리되고 구별되는 고유의 문화, 언어, 옷차림, 요리를 가지고 있다. 한국인들이 가장 중요하게 여기는 가치는 성실, 효도, 겸손이다. 옷차림의 경우, 사회 생활이나 회사생활을 할 때 여성은 수수한 복장을 하는 것을 권장하는 분위기이며, 몸매를 너무 드러나는 형태가 되어서는 안 된다. 하지만, 이러한 성차별적인 에티켓은 바뀌어 가고 있다.

## 식문화
한국의 식사 예절은 조선 시대의 유교 사상으로부터 전해져왔다. 전통적으로 한국인들은 식사를 할 때 바닥에 앉아 낮은 테이블에서 하며, 식사를 하기 위해 쿠션을 사용한다. 바닥은 일반적으로 바닥 난방 시스템인 온돌로 데워진다. 이 관습은 한국의 많은 식당에서 여전히 흔하다. 식사 공간은 일반적으로 높은 방에 있으며, 방문객들은 그 플랫폼에 발을 디디기 전에 신발을 벗어야 한다. 오늘날, 대부분의 식당들은 또한 바닥에 앉는 것을 불편하게 느끼는 방문객들을 위한 테이블과 의자를 가지고 있다.

### 식사예절
중국이나 일본인과 달리 한국인들은 밥그릇을 입에 올리는 법이 없다. 식사하는 동안, 그릇과 접시는 테이블 위에 올려두어야 한다. 또한 다른 사람들과 식사를 할 때 냄새나 비위생적인 것을 주제로 대화하거나 너무 큰 소리로 대화하거나 너무 게걸스러운 소리를 내거나 너무 천천히 또는 빨리 먹는 것은 예의에 어긋나는 것으로 여겨진다. 물론 지나가다가 식사하는 사람이 보일 때 그 주변에서 큰 소리로 수다를 떠는 것도 마찬가지. 음식이 어떻게 매울지라도 식탁에서 코를 푸는 것은 불쾌하게 여겨진다. 물론 음식이 뜨겁다고 (식을때까지 기다리지 않고) 입으로 부는 것도 마찬가지. 이러한 조치가 필요한 경우, 테이블에서 나가거나 다른 방법을 통해 상대방에게 보이지 않는 것을 권장한다. 한국인들은 음식을 먹을 때 젓가락을 사용하며, 현재 한국의 젓가락은 대부분 스테인리스 스틸로 만들어졌다. 이 젓가락들은 식사 중에 소음 만들기 때문에 탁자 위에 올려둘 때에는 던져서는 안 된다. 마찬가지로, 숟가락은 부딪치는 소리를 낼 수 있기 때문에 접시에 닿을 때 큰 소리를 내지 않게 주의해야 한다. 젓가락과 숟가락은 죽은 조상들을 위한 무덤에서 제물을 바치는 것과 비슷하기 때문에 절대로 음식, 특히 밥위에 올려서 두는 행위는 해서는 안 된다. 그리고 밥을 가운데부터 떠먹을 경우, 살아있는 자신의 무덤을 파는 것과 같아, 반드시 가장자리부터 뜨도록 한다.

### 음주문화
주요기사 : 한국의 음주문화
식당과 술집에서, 자신의 음료를 따르는 것(자작)은 권장되지 않는다. 일반적으로 함께하는 동료들이 서로의 술잔을 채우는 것이 기본 예절이다. 그러므로, 술집, 파티, 그리고 다른 사회적 환경에서 다른 사람의 음료수 잔에 주의를 기울었다가 비었을 때 그것들을 채우는 것은 당연히 해야 하는 행위로 여겨진다. 더 이상 술을 마시고 싶지 않다면, 자신의 잔을 비우지 말고 가득 채운 채로 놔둬야 한다.  만약 상대가 최대 3회까지 술을 거절한다면, 상대방에게 더 이상 술을 권하지 않을 것이다. 또한 술자리에서 상대가 권하는 첫 번째 술잔은 거절하지 않는 것이 꼭 지켜야 하는 예의이다.
어른들과의 술자리에서 음료를 따르도록 요청받았을 때에는, 두 손으로 정중하게 음료를 따라야 한다. 술을 따를 때는 오른손으로 컵을 들고 오른손 손목을 왼손으로 가볍게 잡은 상태로 천천히 잔을 채워야 한다. 어른에게 물건을 주거나 받을 때에는 항상 오른손이나 두 손으로 물건을 잡아야 하며, 왼손이나 한손으로 물건을 받는 행위는 예절에 어긋난다.
어른께 술을 받을 때도 같은 에티켓이 적용된다. 자신보다 어른 혹은 윗사람이 술을 권한다면 받는 사람은 그 음료를 들고 "감사합니다"라고 말하며 정중하게 감사를 표해야 한다. 받은 음료가 술이라면 아랫 사람은 고개를 돌리고 마시는 것이 예의이다. 사회적 지위가 높은 사람이  따라준 술을 마실 때,  지위가 낮은 사람은 외면하는 것이 적절하다고 여겨지기 때문이다.

## 집들이
한국에서 집에 손님을 초대하는 것을 집들이라고 불리며, 새로운 집으로 이사한 후에 작은 모임을 여는 문화가 있다. 집주인 집에서 음식과 음료를 제공하며 친구, 친척, 그리고 이웃들이 집을 보여준다. 전통적으로, 새 집의 주인은 이사 오는 날 저녁에 무당을 초대하여 무당제(굿)를 행했다. 그러나, 오늘날 사람들은 새로운 집을 가진 것을 다소 다르게 축하하는 것을 선호한다. 경기도 옹진군에서는 들차리라고 불리며, 주인이 저녁 시간을 정해 친구들과 마을 사람들을 초대해 음식을 대접하면서 구경시켜준다. 제공되는 음식은 보통 밥, 콩나물, 강투(김의 일종)를 섞은 비빔밥이다. 사람들은 모래시계 모양의 북인 장구를 연주하고 노래를 부르면서 밤늦게까지 축하한다. 성남 지역에 사는 사람들은 새 집을 짓거나 이사할 때 비슷한 축하 행사를 한다. 그들의 손님들은 성냥이나 촛불을 준비하는데, 이것은 그 가정이 부흥하고 번영하기를 바라는 그들의 소망을 상징한다. 사람들은 이사 선물로 세제와 화장지를 제공하는데, 이것은 모든 것이 잘 될 것이라는 것을 의미한다.

## 선물 및 선물하기
많은 경우에 한국인은 새해와 추석과 같은 생일, 결혼식, 그리고 명절을 기념하기 위해 서로에게 선물을 준다. 사람들은 다양한 선물을 주지만, 선물의 종류는 누가 언제 선물을 받느냐에 따라 다르다. 결혼식을 위해, 대부분의 한국인은 신부들과 신랑들에게 선물로 돈을 주지만, 그 커플의 가장 친한 친구들은 그들에게 가전제품을 선물해 준다. 명절 동안 한국인들은 갈비, 과일, 와인, 그리고/또는 기프트 카드와 같은 그들의 부모님과 집안 어른들에게 선물한다. 이웃들은 종종 식용유, 참치 통조림 또는 김을 받는다.

## 장례식
한국에서 장례식에 가는 것은 죽은 사람이 하늘에서 쉬도록 혹은 지켜주지 못해 미안하다는 기도하는 것을 포함하며, 효와 관련이 있다. 장례식과 의식은 가족들에 의해 진행되는 의식이고 그들의 책임으로 여겨진다. 최근 장례 풍습이 크게 바뀌었다. 예를 들어, 많은 사람들은 이제 작은 장례식을 치르고 매장되는 것보다 화장되는 것을 선호한다.

### 조문하기
한국에서, "조문"이라는 말은 죽은 사람들에게 슬픔을 보여주고 조문객들에게 애도를 표하는 것을 의미한다. 한국에서 장례식에 방문하는 것을 조문[조文] 또는 문상[文相]이라고 부른다. 장례식에 방문하면 고인에게 절을 한 후, 그들의 가족에게 절을 하는 것이 일반적인 순서이다. 하지만 절을 하는 사람이 죽은 사람보다 나이가 많으면, 그 사람은 상주에게만 절을 하면 된다.

### 헌화
장례식에서 꽃을 바칠 때, 꽃은 애도의 의미이며 상징으로서 고인을 향해야 한다.

### 절
일반적인 공식적인 절과는 달리, 장례식에서 남자는 그의 오른손 위에 왼손을 올려 절을 한다. 반대로 여자는 오른손을 왼손 위에 올려놓고 절을 한다. 사람은 살아 있는 사람에게는 한 번, 죽은 사람에게는 두 번 절을 해야 한다.

## 특별한 생일

### 돌잔치
돌잔치는 한국의 전통적으로 이어져온 행사이다. 의학이 많은 병을 고치지 못하고 영양실조가 흔했던 오래 전만 해도 영아는 돌잔치까지 살아남는 일이 드물었다. 그러므로, 그 인형은 아이의 번영된 미래를 축복하고 아기의 생존을 축하하는 이정표로서 이뤄졌다. 많은 전통 풍습들이 여전히 현대에서 까지 이뤄지고 있다. 돌잔치는 한국인이 가장 축하할 중요한 생일 중 하나이다. 돌잔치의 하이라이트는 아기에게 여러 가지 물건을 바치고 어떤 물건을 집는지 지켜봄으로써 아기의 미래를 예언하는 것이다.붓은 학자를 상징하고, 실뭉치는 장수를 상징하며, 돈은 부를 상징한다. 쌀은 아기가 결코 배고프지 않을 것이라는 것을 의미하는데, 이것은 사람들이 기근에 시달렸을 때 중요한 문제였다. 소년의 경우 활과 화살을 선택하는 것은 그가 군의 사령관이 되는 것을 의미한다. 여자아이에게 가위나 바늘을 고르는 것은 그녀가 훌륭한 공예가로 성장할 것이라고 가정한다.

### 환갑
한국의 환갑 잔치는 환갑을 축하하는 전통적인 행사이다. 숫자 '60'은 한 사람의 삶에서 하나의 큰 원이 완성되고 다른 원이 시작되는 것을 의미하는데, 이것은 음력의 전통적인 6년 주기로 인식된다. 과거에는 평균 수명이 60세보다 훨씬 낮았기 때문에 환갑 잔치는 장수와 더 길고 풍요로운 삶을 기원하는 의미도 가졌다. 전통적으로 예순 살이 되는 사람의 자녀들에 의해 축하가 이루어지는데, 여러 친척들이 많은 음식을 준비함으로써 도움을 준다. 현대 의료의 출현과 함께, 이러한 현상은 예전보다 훨씬 더 흔해졌기에, 현재에는 환갑을 축하하기 위해 성대한 파티를 여는 대신 가족과 함께 여행을 떠나기도 한다. 또한 사람이 70세와 80세가 되었을 때 잔치를 열기도 하며, 이것을 칠순(七順) 또는 고희(古稀)라고 하며 80세는 팔순(八順)이라고 한다.

## 같이 보기
- 한국의 문화
- 한국 요리
- 대한민국의 공휴일